# Термы Агриппы

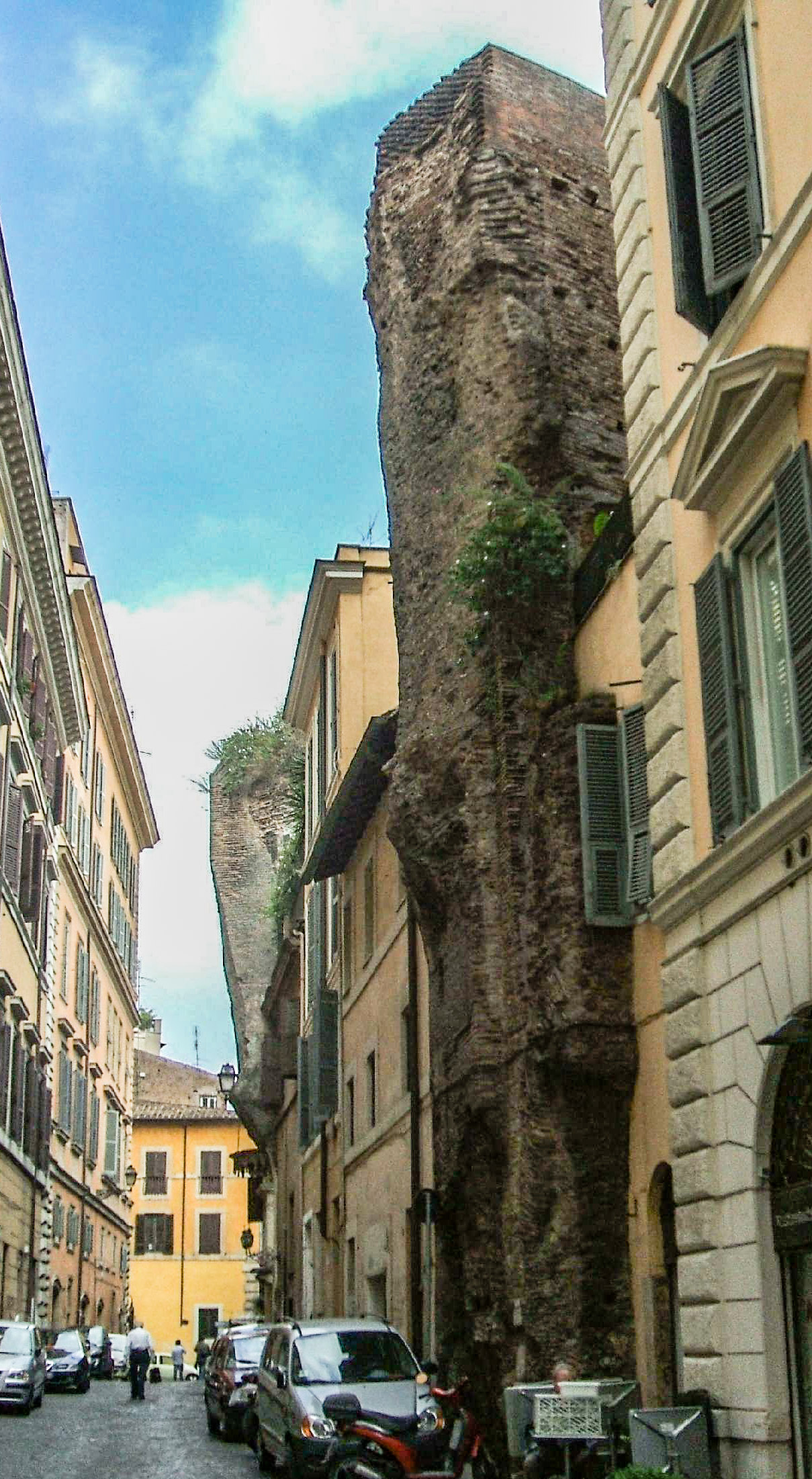
Остатки Терм Агриппы

Термы Агриппы (лат. Thermae Agrippae) — первые великие термы, построенные в Риме. Термы были названы в честь построившего их Марка Випсания Агриппы — зятя и наследника Октавиана Августа.
К термам был подведен в 19 году до н. э. акведук Аква Вирго. Агриппа украсил бани произведениями искусства, которые, вероятно, стояли в залах застеклёнными, снаружи стоял апоксиомен Лисиппа. 
Термы Агриппы были повреждены пожаром в 80 году (Дион Кассий, lxvi.24), но были восстановлены и расширены; они пользовались популярностью во времена Марциала и расширялись Адрианом и последующими императорами.
В VII веке бани были растащены на строительные материалы (сполии), но большая их часть продолжала стоять и в XVI веке, когда руины были запечатлены Андреа Палладио и Бальдассаре Перуцци.